# Corona de lágrimas
Corona de lágrimas (no Brasil: Lágrimas de Amor) é uma telenovela mexicana produzida por José Alberto Castro para a Televisa e exibida em duas temporadas.
A primeira parte da trama foi exibida pelo Las Estrellas entre 24 de setembro de 2012 e 24 de fevereiro de 2013, substituindo Un refugio para el amor e antecedendo Corazón indomable, em 111 capítulos. Já a segunda parte foi exibida pelo mesmo canal entre 29 de agosto de 2022 e 27 de janeiro de 2023, em 110 capítulos, substituindo Esta historia me suena Vol.5 e sendo substituída por Perdona nuestros pecados, às 18h30.
É um remake da telenovela homônima produzida em 1965.
A primeira parte é protagonizada por Victoria Ruffo, África Zavala, José María Torre e Mane de la Parra; antagonizada por Ernesto Laguardia, Adriana Louvier, Alejandro Nones, Martha Julia e Ulises de la Torre; com atuações estelares de Maribel Guardia, Lola Merino, Arturo Carmona, Amairani e Raquel Garza.
Já a segunda parte é protagonizada por Victoria Ruffo, África Zavala, José María Torre, Mane de la Parra e Ana Belena; antagonizada por Ernesto Laguardia, René Strickler, Sharis Cid, Geraldine Bazán, Ulises de la Torre, Paulette Hernández e Moisés Arizmendi; com atuações estelares de Lola Merino, Arturo Carmona, Lisardo e Amairani; os primeiros atores Maribel Guardia, Raquel Garza e Humberto Elizondo; participações especiais de Alejandro Nones e Martha Julia.

## Sinopse

### Primeira Temporada
Quando Regina é expulsa de casa pelo seu marido e pai de dois dos seus três filhos, Patrício, Edmundo e Inácio, os mesmos vão morar na cidade do México, onde iniciam uma nova vida.
Dezoito anos depois, os quatro se estabelecem em um pequeno apartamento em uma zona popular. Ela tem um trabalho modesto, e ainda sofre de graves problemas de visão, não cuida de sua saúde por atender as necessidades de seus filhos. Patrício é um homem ambicioso que estuda direito e sonha com um futuro cômodo e próspero. Edmundo estuda medicina e é um aluno brilhante, porém indisciplinado. Inácio trabalha em uma oficina mecânica, pois ajuda sua mãe a pagar os gastos da casa e os estudos de seus irmãos.
Patrício se tornou namorado de Lucero, filha de Julieta, quem os hospedou quando chegaram a cidade, mas ao pouco tempo, a rejeita quando conhece Olga, uma garota volúvel cuja fortuna o deslumbra, o que o leva a sentir vergonha de sua família e a mentir sobre sua origem, chegando ao extremo de negar a sua própria mãe. Olga começa a duvidar das mentiras de Patrício, pelo que o espiona e descobre que vive muito modestamente. Exposto, ele mente de novo dizendo que Regina foi sua babá, e como sofre de uma doença mental, tem que cuidar dela. Ela o admira pela caridade. Logo, Edmundo começa a cortejar Lucero, lastimando sem querer a Inácio, que a amava em segredo. Regina tenta em vão fazer que Patrício entenda que com Olga nunca será feliz.
Olga pede a seu pai, o jurista Rômulo Ancira, para empregar Patrício em seu escritório jurídico. Como o pai faz constantemente os caprichos da filha, aceita e logo anuncia seu noivado. Rômulo sabe que Patrício é pobre e decide não contar a ninguém. No casamento, Patrício se distancia totalmente de sua mãe e seus irmãos. Quando Regina tenta aproximar-se de Olga para recuperar o carinho de seu filho, só recebe humilhações. Isto gera conflitos de Patrício com Edmundo e Inácio. Logo, Regina revela a Patrício que seu pai não é o mesmo dos seus outros irmãos. Ele não acredita na revelação.
Em consequência, Regina perde seu emprego por causa de uma armação de Benjamin, o contador do Escritório Requena, que a assediava. O excesso de preocupação faz Regina contrair uma doença nos olhos. Edmundo, buscando dinheiro fácil com um negócio ilegal, ajuda sua mãe. Edmundo não demora a ser preso, e Inácio ajuda Regina conseguindo dinheiro com lutas ilegais.
A vida conjugal de Patrício e Olga é um desastre, pois ela é uma mulher ciumenta e mimada. Olga engravida de Patrício e, quando o bebê nasce, ela a rejeita por ser uma menina, já que Rômulo, seu pai, queria que fosse um menino. Patrício está farto do comportamento de Olga, e conta toda a verdade quando esta dá um tapa em sua mãe.
Rômulo, ao saber que Patrício contou toda a verdade, o demite em seu escritório jurídico. Patrício percebe o quanto sua mãe sofreu ao criar ele e seus irmãos, já que ela aceitou ser babá de Olga, que tinha problemas na gravidez, aceitando se passar por sua antiga babá. Completamente arrependido, Patrício aceita ajudar Raul, o advogado de Edmundo, em sua defesa. Patrício pede perdão a sua família, e assim, se recupera a harmonia familiar.

### Segunda Temporada
Dez anos após a prisão de Rómulo Ancira (Ernesto Laguardia) por seus crimes, Refugio (Victoria Ruffo) e seus filhos: Patricio, Edmundo e Ignacio, enfrentam a vida e as consequências de suas boas e más decisões. Depois que Olga (Geraldine Bazán) parte para a Espanha, ela entrega a Patricio (Alejandro Nones) a guarda de Esperanza (Lara Campos), sua filha. Refugio conseguiu reconstruir sua vida ao lado de Julian Corona, com quem tem um casamento feliz. Eles estabeleceram sua casa em Coyoacán e a compartilham com Patricio e sua filha, que é carinhosamente apelidada de "Petita", já que seu pai tem que viajar frequentemente a negócios. Com o passar dos anos, Petita teve o desejo de conhecer sua mãe, que nunca mais viu depois de sua partida. Edmundo (José María Torre) vive com sua esposa Lucero (África Zavala). Devido à sua ficha criminal, Edmundo não conseguiu um emprego estável. Ignacio (Mane de la Parra) viajou para a Itália com Chelito, sua namorada, mas pouco aos poucos sua nova profissão e os estudos de Ignacio os separaram, o que levou Ignacio a retornar ao México. O amor e a solidariedade da família Chavero os unirá em um único esforço e objetivo quando a adversidade os confrontar novamente, encarnada na vileza de Romulo Ancira, que ameaça destruir a felicidade de Refugio e sua família.

## Produção
Para interpretar a protagonista Regina foram cotadas as atrizes Ana Bertha Espín e Ana Martín. No fim, a personagem ficou com Victoria Ruffo. Outra atriz que foi forte candidata para protagonizar a trama foi Verónica Castro. Porém a atriz alegou ressentimentos com a emissora e recusou o papel.
Em maio de 2021, Victoria Ruffo confirmou uma segunda temporada da novela, que estreou em 2022.
A atriz Adriana Louvier, que interpretou Olga na primeira parte da novela, não participou da segunda, devido a conflitos com outros compromissos. Em seu lugar, interpretando a mesma personagem, ficou a atriz Geraldine Bazán.

## Elenco

### Primeira Temporada
| Ator/Atriz                  | Personagem                                              |
| --------------------------- | ------------------------------------------------------- |
| Victoria Ruffo              | Regina Hernández vda. de Chaveiros                      |
| Maribel Guardia             | Julieta Vázquez de Rochas / Julieta Vázquez de Pantocha |
| Ernesto Laguardia           | Rômulo Ancira                                           |
| África Zavala               | Lucero Rochas Vázquez de Chaveiros                      |
| Adriana Louvier             | Olga Ancira Cervantes de Chaveiros                      |
| José María Torre            | Edmundo Chaveiros Hernández                             |
| Mane de la Parra            | Inácio Chaveiros Hernández                              |
| Alejandro Nones             | Patrício Chaveiros Hernández                            |
| Lola Merino                 | Mercedes Cervantes de Ancira / Mercedes Cervantes       |
| Martha Julia                | Flor Escutia Barbola                                    |
| Arturo Carmona              | Apolinário Pantocha                                     |
| Juan Carlos Casasola        | Benjamin "Contador" Aguilar                             |
| Amairani                    | Érika Cordeiro                                          |
| Raquel Garza                | Marina Requena de Durán                                 |
| Erika García                | Margarida "Margot" Rios                                 |
| Ulises de la Torre          | Augusto Galindo                                         |
| Mauricio García-Muela       | Raúl Cervantes                                          |
| Javier Ruán                 | Isaías Requena                                          |
| Felipe Nájera               | Marco Cervantes                                         |
| Fabiola Guajardo            | Norma Vilar                                             |
| Axel Ricco                  | José Antônio "Tonho, Apolo" Bararras                    |
| Elizabeth Guindi            | Aurora de Cervantes / Aurora                            |
| Ilithya Manzanilla          | Sandra Cervantes                                        |
| Cassandra Sánchez Navarro   | Consuelo Maria del Pilar Durán Requena                  |
| Juan Peláez                 | Juiz Eliseu Marrufo                                     |
| Pedro Moreno                | Juiz Juliano Corona                                     |
| Mónica Blanchet             | Melissa                                                 |
| Emireth Rivera              | Dr.ª Délia Orozco                                       |
| Mario Casillas              | Juiz Gastão Uchôa                                       |
| José María Negri            | Dr. Gonçalo Ávalos                                      |
| Angélica Rocha              | Clotilde "Chloe"                                        |
| Mariluz Bermúdez            | Tânia                                                   |
| Ricardo Mendoza "El Coyote" | Fidel                                                   |
| Demian Gabriel              | Pires                                                   |
| Ivonne Herrera              | Lola                                                    |
| Vicente Torres              | Silvestre                                               |
| Perla Encinas               | Zaida Mendes                                            |
| Zadkiel Molina              | Tino                                                    |
| Brenda Kellerman            | Rosana                                                  |
| Alejandro Ávila             | Valdomiro Chaveiros                                     |
| Eduardo Cáceres             | Fotógrafo                                               |
| Vanessa Cure                | Noélia                                                  |
| Jackeline Fernández         | Esperança Chaveiros Ancira                              |
| Patricio Sebastián          | Patrício Chaveiros Hernández (criança)                  |
| Santiago Torres             | Edmundo Chaveiros Hernández (criança)                   |

### Segunda Temporada
| Ator/Atriz                  | Personagem                                       |
| --------------------------- | ------------------------------------------------ |
| Victoria Ruffo              | Regina Hernández Vda. de Corona                  |
| Maribel Guardia             | Julieta Vázquez Vda. de Pantocha                 |
| Ernesto Laguardia           | Rômulo Ancira                                    |
| África Zavala               | Lucero Rochas Vázquez de Chaveiros               |
| José María Torre            | Edmundo "Mundo" Chaveiros Hernández              |
| Mane de la Parra            | Inácio "Nachito" Chaveiros Hernández             |
| Alejandro Nones             | Patrício "Pato" Chaveiros Hernández              |
| René Strickler              | Lázaro Huesca                                    |
| Lola Merino                 | Mercedes Cervantes de Cáceres                    |
| Sharis Cid                  | Diana Acevedo de Huesca                          |
| Geraldine Bazán             | Olga Ancira Cervantes #2                         |
| Ana Belena                  | Fernanda Varela                                  |
| Raquel Garza                | Marina Requena                                   |
| Arturo Carmona              | Apolinário "Polo" Pantocha                       |
| Lisardo                     | Dr. Rogelio Cáceres                              |
| Amairani                    | Érika Cordeiro                                   |
| Daniela Álvarez             | Erédina Márquez                                  |
| Ulises de la Torre          | Augusto Galindo                                  |
| Sebastián Poza              | Renato Corona Acevedo                            |
| Claudia Zepeda              | Rebeca Corona Acevedo                            |
| Paulette Hernández          | Roxana                                           |
| Vicente Torres              | Silvestre                                        |
| Ricardo Mendoza "El Coyote" | Fidel                                            |
| Pisano                      | Germán Morales                                   |
| Carlos Velasco              | Iñigo                                            |
| Lara Campos                 | Esperanza "Petita" Chaveiros Ancira              |
| Roxana Castellanos          | Leonarda                                         |
| Cassandra Sánchez Navarro   | Consuelo Maria "Chelito" del Pilar Durán Requena |
| Pedro Moreno                | Julián Corona                                    |
| Martha Julia                | Flor Escútia Barbola                             |
| Humberto Elizondo           | Manuel Ulloa                                     |
| Moisés Arizmendi            | Martín Bátiz                                     |
| María Clara Zurita          | Guillermina                                      |
| Mundo Siller                | Tadeo                                            |
| Eduardo Cáceres             | Felipe                                           |
| Gabriela Goldsmith          | Cecilia                                          |
| Alejandro Ávila             | Valdomiro Chaveiros                              |
| Alberto Casanova            | Juan Carlos                                      |

## Exibição

### No México
Foi reprisada por seu canal original, de 22 de junho a 11 de setembro de 2020, substituindo Qué pobres tan ricos e sendo substituída por sua sucessora original, Corazón indomable, às 14h30 em 60 capítulos.
Foi reprisada pelo canal TLNovelas de 20 de setembro a 17 de dezembro de 2021, substituindo El Manantial e sendo substituída por Triunfo del Amor.

### No Brasil
Foi exibida no Brasil pelo SBT, de 3 de outubro de 2016 a 13 de janeiro de 2017, em 75 capítulos, substituindo Abismo de Paixão, sob o título Lágrimas de Amor.
Foi exibida pelo canal pago TLN Network, de 23 de outubro de 2023 a 24 de março de 2024, substituindo A Vizinha e sendo substituída por Simplesmente Maria.

## Audiência
Primeira Temporada
| Horário             | # Eps. | Estreia                | Estreia           | Final                   | Final           | Posição | Temporada |
| Horário             | # Eps. | Data                   | Primeiro capítulo | Data                    | Último capítulo | Posição | Temporada |
| ------------------- | ------ | ---------------------- | ----------------- | ----------------------- | --------------- | ------- | --------- |
| Segunda—Sexta 16h15 | 111    | 24 de setembro de 2012 | 20.3              | 24 de fevereiro de 2013 | 28.7            | #1      | 2012-2013 |

Estreou com uma média de 19,6 pontos. Sua menor audiência é 11,2 pontos, alcançada em 31 de dezembro de 2012. Seu último capítulo bateu recorde de audiência, alcançando de 24,9 pontos. Teve média geral aproximada de 17,4 pontos.
Segunda Temporada
| Horário             | # Eps. | Estreia              | Estreia           | Final                 | Final           | Posição | Temporada | Classificação geral |
| Horário             | # Eps. | Data                 | Primeiro capítulo | Data                  | Último capítulo | Posição | Temporada | Classificação geral |
| ------------------- | ------ | -------------------- | ----------------- | --------------------- | --------------- | ------- | --------- | ------------------- |
| Segunda—Sexta 18h30 | 110    | 29 de agosto de 2022 | 2.3               | 27 de janeiro de 2023 | 3.4             | #1      | 2022-2023 | 2.42                |

### No Brasil
Em sua estreia no SBT a trama alcançou média de 9 pontos no IBOPE da Grande São Paulo. Até 27 de outubro de 2016, venceu 60% dos confrontos com o Cidade Alerta. Em 30 de outubro de 2016, as médias registradas de audiência da telenovela superaram a de Teresa, também produzida por José Alberto Castro.
Durante os meses de novembro de 2016 e janeiro de 2017, a telenovela sofreu uma considerável queda de audiência e passou a ser adiantada, apresentando capítulos com artes maiores do que o habitual, registrando índices inferiores aos de sua antecessora.
Seu último capítulo, exibido no dia 13 de janeiro de 2017, marcou 6,8 pontos, índice considerado razoável e inferior ao da estreia. Teve média geral de 7 pontos, cumprindo a meta estabelecida pelo SBT.

## Prêmios e indicações
| Ano  | Premiação         | Categoria                  | Nomeados                                  | Resultados |
| ---- | ----------------- | -------------------------- | ----------------------------------------- | ---------- |
| 2013 | Prêmio TVyNovelas | Melhor telenovela          | José Alberto Castro                       | Indicado   |
| 2013 | Prêmio TVyNovelas | Melhor atriz protagonista  | Victoria Ruffo                            | Venceu     |
| 2013 | Prêmio TVyNovelas | Melhor atriz coadjuvante   | África Zavala                             | Indicado   |
| 2013 | Prêmio TVyNovelas | Melhor revelação feminina  | Cassandra Sánchez Navarro                 | Venceu     |
| 2013 | Prêmio TVyNovelas | Melhor revelação masculina | Axel Ricco                                | Venceu     |
| 2013 | Prêmio TVyNovelas | Melhor tema musical        | "Corona de Lágrimas", por Cristian Castro | Indicado   |
| 2013 | Prêmio TVyNovelas | Melhor direção de cena     | Juan Carlos Muñoz e Alejandro Gamboa      | Indicado   |
| 2013 | Prêmios Bravo     | Melhor primeira atriz      | Victoria Ruffo                            | Venceu     |
| 2013 | Prêmios Bravo     | Melhor ator antagonista    | Ernesto Laguardia                         | Venceu     |